# Benziane Senouci
 (janvier 2019).
Benziane Senouci est un footballeur algérien né le 5 octobre 1981 à El Amria dans la banlieue d'Aïn Témouchent. Il évoluait au poste de défenseur.

## Biographie
Benziane Senouci évolue pendant une dizaine de saisons en Division 1, avec les clubs de l'ASM Oran, du MC Saïda, de l'USM Blida, du MC Alger, de l'ASO Chlef, et du MC Oran.
Il remporte au cours de sa carrière deux titres de champion d'Algérie. Il participe à la Ligue des champions d'Afrique en 2012 avec le club de l'ASO Chlef.

## Palmarès
- Champion d'Algérie en 2010 avec le MC Alger.
- Champion d'Algérie en 2011 avec l'ASO Chlef.
- Accession en Ligue 1 en 2006 avec l'ASM Oran.